# Viaductul Gilău
Viaductul Gilău este un viaduct pe A3, peste râul Someșul Mic.
Viaductul a fost dat în folosință în data de 28 septembrie 2018.